# Kierowca (film 2008)
Kierowca (ang. Limousine) – polski thriller z 2008 roku w reżyserii Jérôme'a Dassiera. Zdjęcia kręcono w Warszawie.

## Obsada
- Agnieszka Grochowska jako Ania
- Magdalena Mielcarz jako Katarzyna
- Anna Przybylska jako Julia
- Christopher Lambert jako Devereaux
- Piotr Adamczyk jako Mecenas
- Adam Ferency jako Marek
- Andrzej Grabowski jako Modrak
- Andriej Czadow jako F.
- Lesław Żurek jako Paweł